# Inácio Antônio I Samhiri
Mar Inácio Antônio I Samhiri (ou Antun Semhiri, Samhery, Samheri, Samhiry, 3 de novembro de 1801 – 16 de junho de 1864) foi um ex-bispo da Igreja Ortodoxa Siríaca que serviu como Patriarca de Antioquia da Igreja Católica Siríaca de 1853 a 1864.

## Biografia
Antun Samhiri nasceu em Mossul, em uma família ortodoxa siríaca. Foi ordenado sacerdote em 15 de agosto de 1822 e consagrado bispo coadjutor de Mardim em janeiro de 1826 pelo Patriarca Inácio Jorge V Sayar, com direito de sucessão à cadeira patriarcal.
Nas ausências de seu patriarca, Mar Antun, que havia sido elevado ao posto de mafriano, exercia as funções de vigário-geral. No mosteiro de Dayr al-Zafaran, ele encontrou livros sobre a Igreja Católica e se converteu à fé católica. Ele falou com seu Patriarca, que lhe pediu um tempo, mas com Grégorios Issa Mahfouz, bispo de Jerusalém, e cento e cinquenta famílias, Samhiri se juntou formalmente ao catolicismo. A profissão de fé foi feita com o bispo armênio católico de Mardim.
Durante dois anos, os bispos Samhiri e Issa administraram a diocese sem sofrer perseguições excessivamente vigorosas. Então, Mar Antônio decidiu ir a Charfet para se reunir com Mar Inácio Pedro VII. Mar Issa permaneceu em Mardim, onde chegou a ser torturado pelo Patriarca Ibn as-Sayar. O embaixador francês junto ao sultão teve que intervir para livrá-lo da morte. O Patriarca Jarweh enviou Mar Antônio à corte do Sultão, conseguindo, meses depois, o decreto imperial que legitimava a independência da Igreja Católica Síria da Igreja Ortodoxa Síria. Uma cópia foi enviada para Alepo, uma para Amid, a terceira para Mardim e a quarta para Mossul, onde foram devidamente registradas junto às autoridades civis.
Assim, em 1830, a constituição civil suprimiu toda autoridade que os patriarcas ortodoxos sírios pudessem reivindicar a partir de então sobre as pessoas e/ou bens dos católicos. Mar Inácio Pedro VII conseguiu da Santa Sé permissão para transferir a sede patriarcal de Charfet para Alepo.
Em um momento não especificado, Antun Samhiri foi confirmado como eparca da pequena comunidade católica siríaca de Mardim. Com a morte do patriarca Jarweh, o Sínodo dos Bispos da Igreja Católica Siríaca, reunida em Charfet, elegeu Samhiri como Patriarca em 30 de novembro de 1853, entronizado em 8 de dezembro seguinte e, no início de 1854, viajou para Roma, onde o Papa Pio IX o investiu pessoalmente em 7 de abril de 1854.
De Roma, o patriarca foi para a França (ele era padrinho de Luís Napoleão), Bélgica e Holanda para arrecadar fundos. Depois de dois anos viajando pela Europa, Roma o incentivou a retornar ao seu rebanho, onde financiou a construção de muitas igrejas. Em particular, ele trabalhou na construção de uma igreja, um seminário e um palácio patriarcal em Mardim, depois que aqueles em Alepo, juntamente com a preciosa biblioteca patriarcal, foram destruídos durante os massacres anticristãos de 1850.